# Eupeodes snowi
Eupeodes snowi is een vliegensoort uit de familie van de zweefvliegen (Syrphidae). De wetenschappelijke naam van de soort is voor het eerst geldig gepubliceerd in 1922 door Wehr.